# DJ Quicksilver
DJ Quicksilver är en turkisk artist som producerar elektronisk musik. Hans riktiga namn är Orhan Terzi. DJ Quicksilver har utkommit med tre album. Dessa är, i kronologisk ordning: Quicksilver, Escape 2 Planet Love samt Clubfiles – The Album.

## Fotnoter
1. ↑  Freebase Data Dumps, Google.[källa från Wikidata]